# Edmond Goblot
Edmond Goblot (Mamers, 13 novembre 1858 – Labaroche, 9 agosto 1935) è stato un filosofo e sociologo francese.

## Biografia
Si formò presso l'Ecole Normale Superieure di Parigi, conseguì il dottorato in filosofia della scienza. Insegnò a Caen e presso l'Università di Lione. Si è considerato più un seguace del razionalismo francese, vicino ai postulati di Léon Brunschvicg e André Lalande.
La sua opera più significativa fu lo studio della borghesia francese del 1925 e la logica dei giudizi di valore 1927. Come filosofo, ha contribuito al rinnovamento della teoria della dimostrazione. Ha anche cercato di definire il ragionamento teleologico.

## Opere
- Essai sur la classification des sciences (Thèse), Parigi, Félix Alcan, coll. «Bibliothèque de philosophie contemporaine» (1898).[1]
- Le vocabulaire philosophique (1901)[2]
- Justice et Liberté (1904)
- Traité de logique (1918)[3]
- Le système des sciences (1922)[4]
- La logique des jugements de valeurs (1913), (pubblicato nel 1922)
- La barrière et le niveau. Étude sociologique sur la bourgeoisie française moderne (Parigi, Félix Alcan, coll. «Bibliothèque de philosophie contemporaine», 1925)[5] (2° ed PUF 1967, con una prefazione Georges Balandier,  nel 1984, ultima edizione PUF 2010, coll. "Le lien social", con una prefazione di Bernard Lahire).